# Casa Dorotea Plassa
La Casa Dorotea Plassa és un edifici situat al carrer del Bonsuccés, 6 del Raval de Barcelona, catalogat com a bé amb elements d'interès.

## Història
El 1775, el taverner Ramon Plassa va demanar permís per a reedificar una casa als carrers dels Tallers i de Bonsuccés, que havia pertangut al convent d'aquest nom.
El 1861, la seva descendent Dorotea Plassa va demanar permís per a remuntar-hi un quart pis, segons el projecte de l'arquitecte Josep Simó i Fontcuberta.

## Descripció
Es tracta d'un edifici de planta baixa i quatre pisos, cobert amb terrat. De planta rectangular, té la escala de veïns al centre, un pati al darrere i dos habitatges per planta.
A la planta baixa hi ha una gran obertura rectangular que dona accés a un espai comercial amb l'antic rètol «Esterería Prat» i aparador avançat a la línea de façana. Al costat esquerre hi ha el portal d'accés a l'escala de l'immoble, amb muntants de pedra i rematat per un arc escarser. A la resta de plantes es pot observar una composició simètrica, amb balcons de voladís decreixent a banda i banda. Els balcons estan constituïts per baranes de ferro forjat amb barrots simples i helicoidals, grapes i terres de solera motllurada. Els balcons de les tres primeres plantes apareixen emmarcats amb carreus i llinda de pedra, mentre que el de l'última planta està realitzat amb obra. L'edifici es corona amb una cornisa motllurada.
A excepció dels emmarcaments de les obertures, la resta de la façana es presenta íntegrament revestida amb morters i ornada amb esgrafiats bicolors. La decoració és de tipus geomètric, amb amples faixes que es creuen en florons i que contenen plafons en els espais centrals. L'element més destacat és una tarja abarrocada en una situació central entre els dos balcons del primer pis. Aquesta conté les inicials RN PA (Ramon Plassa), i la data de 1788, relacionable tant amb els esgrafiats com amb la construcció de l'edifici.